# Elisabeth Wesmael

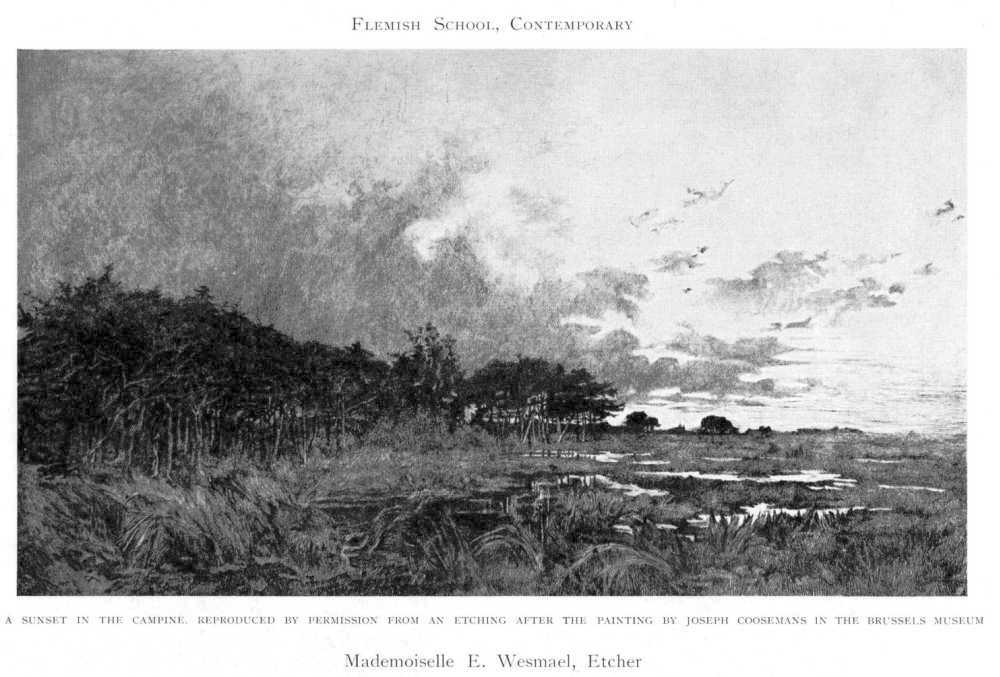
Un atardecer en la campiña, por Elisabeth Wesmael, basado en la pintura de Joseph Coosemans

Elisabeth Wesmael (o Wesmaël, 1863-1953) fue una pintora y grabadora belga incluida en el “Women Painters of the World”.
Estudió en la Academia Auguste Danse de Mons, y comenzó haciendo grabados de paisajes contemporáneos. Se casó con el escritor  Maurice Des Ombiaux (1868-1943) y fue muy amiga de la pintora Louise Danse.